# Else Lasker-Schüler
Pour les articles homonymes, voir Lasker et Schuler.
Else Lasker-Schüler (née Elisabeth Schüler le 11 février 1869 à Elberfeld, aujourd'hui Wuppertal, et morte le 22 janvier 1945 à Jérusalem) est une poétesse et dessinatrice juive allemande. Elle est l'une des représentantes de l'avant-garde du modernisme et de l'expressionnisme.

## Biographie

### Enfance et jeunesse
Elisabeth Schüler naît, le 11 février 1869, à Elberfeld, un quartier de la ville actuelle de Wuppertal. Elle est la plus jeune des six enfants de Jeanette Schüler (née Kissing) et d'Aaron Schüler, un banquier juif. Elle grandit dans le quartier de Brill à Wuppertal.
Sa mère est une figure centrale de son œuvre poétique, et son père sert de modèle au personnage principal de sa pièce de théâtre Die Wupper.
Elle est considérée comme l'enfant prodige de sa famille durant toute son enfance, puisqu'elle sait déjà lire et écrire dès l'âge de quatre ans. En 1880, elle entre au Lyceum West an der Aue.
Alors qu'elle a 13 ans, Paul, son frère préféré, meurt. Sa mère, en 1890, puis son père en 1897, meurent. Évoquant la mort de sa mère, Schüler parle d'une « expulsion du paradis ».

### Mariages
Après avoir abandonné ses études à l'école pour suivre des cours privés au domicile de ses parents, elle se marie en 1894 au docteur Jonathan Bertold Lasker, l'un des frères aînés du champion du monde d'échecs et mathématicien Emanuel Lasker, et déménage à Berlin. Elle y travaille dans le cadre de sa formation de dessinatrice.
Son fils Paul naît le 24 août 1899 ; c'est également l'année de publication de ses premiers poèmes. En 1902 suit la publication de Styx.
Le 11 avril 1903, Schüler divorce de son mari Berthold Lasker, pour épouser le 30 novembre suivant l'écrivain Georg Lewin, également connu sous le pseudonyme Herwarth Walden, et qui lui donne le prénom d'Else.

### Deuxième divorce
Else Lasker-Schüler divorce d'avec Herwarth Walden en 1910. Ne disposant pas de revenus propres, elle vit alors grâce au soutien financier de ses amis, notamment Karl Kraus ou le philanthrope suisse Sylvain Guggenheim. En 1912, elle rencontre Gottfried Benn, il en résulte une amitié intense, qui se manifeste dans son œuvre littéraire par un grand nombre de poèmes d'amour dédiés à Gottfried Benn.
En 1927, la mort de son fils plonge Lasker-Schüler dans une profonde crise.

### Émigration et exil

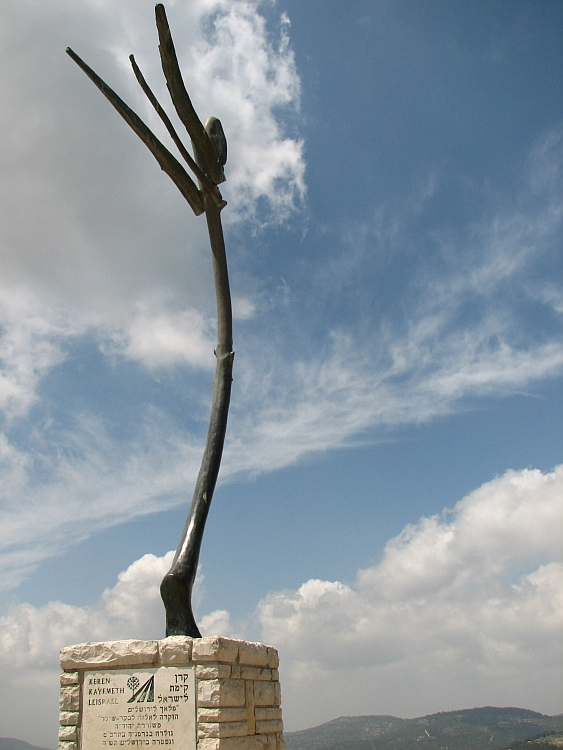
Ange pour Jérusalem, mémorial Else-Lasker-Schüler d'Horst Meister dans la forêt d'Aminadav, Jérusalem

Bien que la poétesse ait été récompensée en 1932 par le prix Kleist, elle émigre, le 19 avril 1933, vers Zurich, devant la menace que représente la montée du national-socialisme pour sa vie, et tombe malgré tout sous l'interdiction de travailler là-bas.
La police communale et cantonale des étrangers n'autorise que des séjours de courte durée, ce qui entraîne d'incessants changements de lieu de vie. Elle entreprend deux voyages depuis Zurich vers la Palestine en 1934 et 1937.
En 1938, elle perd la nationalité allemande et devient apatride. En 1939, elle voyage pour la troisième fois en Palestine. Le déclenchement de la Seconde Guerre mondiale l'empêche de revenir en Suisse. En outre, les autorités suisses lui refusent un visa de retour.
Elle tombe gravement malade en 1944 et à la suite d'une attaque cardiaque le 16 janvier 1945, Else Lasker-Schüler meurt le 22 janvier 1945. Elle est enterrée au cimetière juif du mont des Oliviers à Jérusalem.
Werner Kraft inscrit dans son journal intime à cette date du 16 janvier 1945, le début du poème Gebet de Lasker-Schüler.
La sculpture Ange pour Jérusalem d'Horst Meister, dans la forêt d'Aminadav à côté du mémorial Kennedy, est accompagnée de ces mêmes vers.

## Publications
Else Lasker-Schüler a produit une importante œuvre poétique, trois pièces de théâtre, des lettres, de nombreux dessins. De son vivant, ses poèmes ont été publiés dans plusieurs revues, Der Sturm ou Die Fackel de Karl Kraus, et dans des volumes illustrés et présentés par elle-même, dont : 

### Poésies
- Styx (1902)
- Der siebente Tag (1905)
- Meine Wunder (1911)
- Hebräische Balladen (1913)
- Gesammelte Gedichte (1917)
- Mein blaues Klavier (1943)

### Théâtre
- Die Wupper (1909), drame en cinq actes

### Œuvres en français
- Mon cœur, Maren Sell, 1994
- Le Malik, une histoire d'empereur, traduit de l'allemand par Geneviève Capgras et Silke Hass, Fourbis, 1995
- Mon piano bleu, traduit de l'allemand par Jean-Yves Masson et Annick Yaiche, Fourbis, 1995
- Else Lasker-Schüler (trad. Raphaëlle Gitlis), Quelques feuillets du journal de Zürich : pot pourri, Genève, Héros-Limite, 2012, 64 p. (ISBN 978-2-940358-80-9)
- Viens à moi dans la nuit, traduit de l'allemand par Raoul de Varax, Orizons, 2015
- Secrètement, à la nuit (Senna Hoy, in Heimlich zur Nacht), trad. de l'allemand par Eva Antonnikov, Éditions Héros-Limite, 2011, lire en ligne.
- Mes merveilles, trad. de l'allemand de Guillaume Deswarte, Éditions Héros-Limite, 2024.

## Adaptations de ses œuvres

### Au cinéma ou à la télévision
- 1979 : le film “Ich räume auf” (Je mets de l'ordre), tiré de l’écrit polémique homonyme de la poétesse. Avec Gisela Stein dans le rôle d’Else Lasker-Schüler. Production : WDR. Réalisation : Georg Brintrup[4].